# Terry Brown
Terry Brown is een Canadese producer van Britse afkomst, voornamelijk bekend vanwege zijn werk met Rush en Cutting Crew.
Brown leert het vak in de Olympic Studios van Decca Records in Londen. Hij ziet een keur van artiesten voorbij komen waaronder The Troggs, Moody Blues, Marianne Faithfull, The Spencer Davis Group, Donovan en Barbra Streisand.
Hieronder een kleine greep uit de door hem geproduceerde band:
- Fates Warning
- Klaatu
- Max Webster
- Rush (8 albums!)
- Voivod
- Dream Theater